# ۲۲۱ (میلادی)
۲۲۱ (میلادی) دویست و بیست و یکمین سال تقویم میلادی است.

## درگذشتگان
‎